# I Don't Wanna Cry
"I Don't Wanna Cry" é uma canção da artista musical estadunidense Mariah Carey, escrita por ela e Narada Michael Walden e produzida por Walden para o álbum de estreia homônimo de Carey (1990). A balada foi lançada como o quarto single do álbum no segundo trimestre de 1991. Tornou-se outro single número um para a cantora nos EUA. Como os singles anteriores lançados por Mariah Carey, a música recebeu um BMI Pop Award.

## Composição e gravação
"I Don't Wanna Cry" foi o primiro single não co-escrito por Mariah com Ben Margulies. Quando ela e Walden terminaram de escrever a música, ela ficou entusiasmada pois parecia algo que fosse ser tocado nas rádios. Devido a más experiências durante a produção da música e por achar que ela "não tem uma mensagem", Carey declarou, em uma entrevista à MTV, odiá-la e que tenta cantá-la o mais raramente possível. A Sony/Columbia, gravadora da cantora na época, não lhe deu permissão para co-produzir a canção com Narada, com quem Carey teve várias brigas no estúdio devido à produção, o que fez com que este fosse o produtor do seu álbum de estréia com quem Mariah menos gostou de ter trabalhado. Walter Afanasieff, aprendiz de Walden na altura, declarou posteriormente que ele havia co-escrito e produzido a canção e que, em troca de ter dado a Afanasieff o trabalho, Walden ficou com o crédito.

## Recepção crítica
A editora de Allmusic Ashely S. Battel destacou esta música no álbum auto-intitulado de Carey. Ao comparar o álbum com o segundo lançamento em estúdio da cantora Emotions, Rob Tannenbaum, da Rolling Stone, escreveu: "'I Don't Wanna Cry' foi a melhor faixa na estréia de Carey porque seus sussurros baixos animavam a luxúria da música; a toda velocidade O alcance é tão sobre-humano que cada nota excessiva diminui a credibilidade da letra que ela está cantando."

## Desempenho comercial
"I Don't Wanna Cry" se tornou o quarto hit número 1 de Carey na Billboard Hot 100 dos EUA , fazendo dela o segundo artista (e a primeira artista feminina e primeira artista solo) depois do The Jackson 5 a ter seus quatro primeiros singles atingindo o número 1 na o Hot 100. Também fez de Mariah Carey um álbum recorde: cada single que atingiu o pódio nos EUA, "I Don't Wanna Cry" alcançou o número 1 em sua oitava semana e passou duas semanas no topo, de 19 de maio a 1 de junho de 1991. Substituiu "I Like the Way (The Kissing Game)" de Hi-Five e foi substituído por "More Than Words" de Extreme. O single se tornou o terceiro pódio de Carey no Hot Adult Contemporary Tracks. Permaneceu no top 40 do Hot 100 por 13 semanas e foi um dos quatro singles de Carey na parada de final de ano da parada de 1991, ocupando o 26º lugar. A música também alcançou o número 7 no Canadá e o número 49 na Austrália, mas não conseguiu figurar em outros lugares. .

## Vídeo musical
O videoclipe do single, dirigido por Larry Jordan, mostra Carey em uma casa escura com um homem atraente na Região Centro-Oeste, meditando sobre seu relacionamento tóxico.
Parte de uma versão alternativa do videoclipe foi lançada no DVD / videoclipe The First Vision (1991), e a versão original e mais familiar foi incluída nos DVD / videoclipes nº #1's (1999) como recorte do diretor, sendo o único vídeo do álbum de estréia de Carey a ser incluído no #1s. A versão de 1991 tinha algumas sequências em tons de sépia que foram eliminadas e substituídas pelo lançamento do DVD. De acordo com Carey, as sequências de sépia foram filmadas e inseridas após a gravação do vídeo original, quando os executivos da Sony reclamaram da explosão do vestido e do homem atraente ser um elemento de distração. Carey diz que as sequências adicionadas eram de nicho e não eram uma boa aparência para ela, e que ela prefere o corte original do diretor.

## Faixas e formatos
| CD promocional americano 1. "Edição de rádio" 2. "Versão do álbum" Cassette Single americano 1. "I Don't Wanna Cry" 2. "You Need Me" | 7" Single australiano 1. "I Don't Wanna Cry" 2. "You Need Me" Mini-CD Single japonês 1. "I Don't Wanna Cry [Album Version]" 2. "You Need Me" |

CD promocional australiano
1. ″I Don't Wanna Cry [Versão do álbum]″

## Desempenho nas tabelas musicais
| Tabela musical (1991)                         | Melhor posição |
| --------------------------------------------- | -------------- |
| Austrália (ARIA)                              | 49             |
| Canadá (Top Singles)                          | 2              |
| Canadá (RPM Adult Contemporary)               | 2              |
| Canada (The Record)                           | 7              |
| Estados Unidos (Billboard Hot 100)            | 1              |
| Estados Unidos (Billboard Adult Contemporary) | 1              |
| Estados Unidos (Billboard R&B/Hip-Hop Songs)  | 2              |
| Nova Zelândia (Recorded Music NZ)             | 13             |

| Tabela musical (1991)                            | Melhor posição |
| ------------------------------------------------ | -------------- |
| Canadá (Top Singles)                             | 21             |
| Canadá (RPM Adult Contemporary)                  | 15             |
| Estados Unidos (Billboard Hot 100)               | 26             |
| Estados Unidos (Billboard Adult Contemporary)    | 10             |
| Estados Unidos (Billboard Hot R&B/Hip-Hop Songs) | 72             |

| Chart (1958–2018)                  | Posição |
| ---------------------------------- | ------- |
| Estados Unidos (Billboard Hot 100) | 551     |